# Eji
eji（エジ、1983年4月12日 - ）は、日本の女性キーボーディスト、ピアニスト、作曲家、編曲家。静岡県天竜市（現浜松市）出身。

## 来歴・人物
4歳よりエレクトーンを始め、6歳よりピアノ、作曲を始める。高校卒業後は専門学校にてエレクトーン、音楽制作を主に学ぶ。専門学校在学中、『インターナショナルエレクトーンコンクール』に2大会連続で出場。さらにギタリストのロベン・フォード、ピアニストのチック・コリアと共演。
2004年よりディズニーチャンネルの音楽番組『D-jam』にキーボーディストとして出演。その後、ミュージシャン事務所『Smash Room』に所属し、いきものがかり、平原綾香などのレコーディングに参加した。
DREAMS COME TRUEのアリーナツアー（2009年12月）や、カノエラナ、片平里菜、くるり、ハジ→、Buono!、miwa、moumoonなどのライブツアーで、キーボーディストあるいはバンドマスターを務める。
2009年、編曲を担当した「pavane~亡き王女のためのパヴァーヌ」が収録された、平原綾香『my Classics!』が『第51回日本レコード大賞』優秀アルバム賞を受賞。
2009年、ミウラヒデアキ（ボーカル、ギター）、小島剛広（ベース）、浜口高知（ギター）、石井悠也（ドラム）と共に、バンド『カムロバウンス』結成（2018年解散）。
2015年よりフリーランスとなる。夫はドラマーの河村吉宏。2020年6月17日に第1子となる長女を出産した。